# Anopheles grenieri
Anopheles grenieri är en tvåvingeart som beskrevs av Alexis Grjebine 1964. Anopheles grenieri ingår i släktet Anopheles och familjen stickmyggor.
Artens utbredningsområde är Madagaskar. Inga underarter finns listade i Catalogue of Life.